# Gas Mask
Gas Mask est le premier album studio de The Left, sorti le 26 octobre 2010.
The Left est un trio formé par le producteur Apollo Brown et les rappeurs Journalist 103 et DJ Soko.
L'album a été très bien accueilli par la critique, Metacritic lui attribuant la note de 87 sur 100.

## Liste des titres
| No  | Titre                                     | Contient un (des) sample(s) de                                                                          | Durée |
| --- | ----------------------------------------- | --- | ----- |
| 1.  | Change                                    | Warriorz de M.O.P.                                                                                      | 1:29  |
| 2.  | Gas Mask                                  | I Can't Take It d'O. V. Wright                                                                          | 3:21  |
| 3.  | Frozen (featuring Kool G. Rap)            | Impeach the President des Honey Drippers Don't Take It Away d'O. V. Wright It Ain't Hard to Tell de Nas | 3:21  |
| 4.  | Battle Axe (featuring Mu)                 | | 2:57  |
| 5.  | Binoculars                                | Goin' in Circles de Carolyn Franklin                                                                    | 3:00  |
| 6.  | How We Live (featuring Hassaan Mackey)    | Don't Turn Me Away de Gladys Knight and the Pips                                                        | 4:06  |
| 7.  | Chokehold (featuring Paradime)            | | 4:05  |
| 8.  | The Funeral                               | | 3:01  |
| 9.  | Statistics (featuring Invincible)         | I'll Take Care of You de Bobby « Blue » Bland                                                           | 3:43  |
| 10. | Real Detroit (featuring MarvWon)          | Extrait de la bande son de Hamburger Film Sandwich Casanova 70 de Ruby Andrews                          | 4:18  |
| 11. | The Melody                                | A Song For You de Freda Payne                                                                           | 3:33  |
| 12. | Reporting Live (featuring Guilty Simpson) | A Change Is Gonna Come de Bettye Swann                                                                  | 4:15  |
| 13. | Fooled For Thought                        | Together de Mike James Kirkland                                                                         | 1:22  |
| 14. | Desperation                               | Who Made You Go de Faith, Hope & Charity                                                                | 3:10  |
| 15. | Caged Birds (featuring Finale)            | | 4:12  |
| 16. | Homage (featuring Frank West)             | | 3:44  |
| 17. | Get In Where You Fit In                   | Give Me Just Another Day des Miracles                                                                   | 3:24  |